# Lighthouse (gruppo musicale)
I Lighthouse sono un gruppo musicale canadese di genere jazz rock, attivo dal 1968.

## Storia
La band si è formata a Toronto nel 1968 per iniziativa del cantante e batterista Skip "Ronn" Prokop e dal tastierista Paul Hoffert e inizialmente consisteva di 13 elementi. A partire dall'anno successivo ha intrapreso una intensa attività live tra Canada, Stati Uniti e Giappone.
Già a partire dal 1970 la band ha subito varie modifiche alla line-up, riducendosi a 10 elementi nel 1972 e mantenendo i soli Prokop e Cole come componenti stabili della formazione. Nel 1971 sono stati insigniti di uno Juno Award come "outstanding group performance of the year" (1971) e i due anni successivi hanno vinto lo Juno Award come miglior gruppo. La band si è ufficialmente sciolta nel 1974, prima di riunirsi ufficialmente nel 1992.

## Discografia

### Album
Album studio
| Anno | Titolo                    | Canada | USA | Certificazioni |
| ---- | ------------------------- | ------ | --- | -------------- |
| 1969 | "Lighthouse"              | —      | —   | CAN: Oro       |
| 1969 | "Suite Feeling"           | —      | —   | CAN: Oro       |
| 1970 | "Peacing It All Together" | 73     | 133 | CAN: Oro       |
| 1971 | "One Fine Morning"        | 14     | 80  | CAN: Platino   |
| 1971 | "Thoughts of Movin' On"   | 11     | 157 | CAN: Platino   |
| 1972 | "Sunny Days"              | 7      | 190 | CAN: Oro       |
| 1973 | "Can You Feel It"         | 8      | —   | CAN: Oro       |
| 1974 | "Good Day"                | 40     | —   | CAN: Oro       |
| 1996 | "Song of the Ages"        | —      | —   |                |

Live
| Anno | Titolo                                        | Canada | USA | Certificazioni |
| ---- | --------------------------------------------- | ------ | --- | -------------- |
| 1972 | "Lighthouse Live! "                           | 8      | 178 | CAN: Platino   |
| 2019 | "Lighthouse 50th Anniversary Live in Concert" | —      | —   |                |

Raccolte
| Anno | Titolo                                                                     | Canada | USA | Certificazioni |
| ---- | -------------------------------------------------------------------------- | ------ | --- | -------------- |
| 1971 | "One Fine Light"                                                           | —      | —   |                |
| 1975 | "Best of Lighthouse"                                                       | 56     | —   | CAN: Oro       |
| 1989 | "Sunny Days Again: The Best of Lighthouse"                                 | 80     | —   |                |
| 2009 | "40 Years of Sunny Days"                                                   | —      | —   |                |
| 2010 | "20th Century Masters – The Millennium Collection: The Best of Lighthouse" | —      | —   |                |
| 2018 | "Lighthouse Icon Series "                                                  | —      | —   |                |

### Singoli
| Anno | Titolo                              | Canada | USA |
| ---- | ----------------------------------- | ------ | --- |
| 1969 | "If There Ever Was A Time"          | —      | —   |
| 1969 | "Could You Be Concerned?"           | —      | —   |
| 1969 | "Feel So Good"                      | 55     | —   |
| 1970 | "The Chant"                         | 39     | —   |
| 1970 | "You Can't Deny It"                 | 16     | —   |
| 1971 | "Hats Off (To The Stranger)"        | 9      | —   |
| 1971 | "One Fine Morning"                  | 2      | 24  |
| 1971 | "Take It Slow (Out In The Country)" | 12     | 64  |
| 1972 | "I Just Wanna Be Your Friend"       | 54     | 93  |
| 1972 | "I'd Be So Happy"                   | 32     | —   |
| 1972 | "Sunny Days"                        | 4      | 34  |
| 1973 | "You Girl"                          | 17     | 114 |
| 1973 | "Broken Guitar Blues"               | 34     | —   |
| 1973 | "Pretty Lady"                       | 9      | 53  |
| 1974 | "Can You Feel It?"                  | 19     | —   |
| 1974 | "Magic's in the Dancing"            | —      | —   |
| 1974 | "Good Day"                          | 66     | —   |
| 1974 | "Eight Miles High"                  | —      | —   |
| 1996 | "Remember the Times"                | —      | —   |
| 2017 | "Tower of Song"                     | —      | —   |